# Sandro Hit
Sandro Hit (1993 – 2021) war ein erfolgreicher Oldenburger Dressurhengst und bekannter Dressurvererber, der zahlreiche Topfohlen gezeugt hat.
Der Rappe hatte ein Stockmaß von 172 cm und stammt von Sandro Song (Oldenburg) aus der Loretta (Oldenburg) von Ramino (Hannoveraner).
Sandro Hit war Sieger der 1999 Weltmeisterschaften der sechsjährigen Dressurpferde und gewann das Bundeschampionat in Warendorf.
Bereits in seinem ersten Fohlenjahrgang stellte er zehn gekörte Hengste. Seine Tochter Poetin siegte 2000 als Dreijährige beim Bundeschampionat der Dressurpferde unter Hans-Heinrich Meyer zu Strohen. 2002 gewann sie erneut das Bundeschampionat der fünfjährigen Dressurpferde. Die World Breeding Federation for Sport Horses führt Sandro Hit seit 2012 in den Top Ten der weltbesten Dressurvererber.
Sandro Hit ist als Vererber zugelassen für alle deutschen, schwedischen, dänischen und französischen Warmblut-Zuchtbücher.